# Fábiánus Társaság
A Fábiánus Társaság (angolul Fabian Society) angol szocialista értelmiségi mozgalom, amelynek célja a szociális érdekek fokozatos reformokkal történő előmozdítása volt, forradalmi eszközök helyett. Nevét is ennek megfelelően választottak: Quintus Fabius Maximus „Cunctator” („Halogató”) ókori római hadvezért és politikust választották névadóul, aki a Hannibal elleni nyílt összecsapások helyett apróbb összecsapásokkal, illetve állandó zaklatással igyekezett felmorzsolni a pun hadvezér haderejét. A társaság jelentősen hozzájárult az angol Munkáspárt (Labour Party) 19. század eleje és az első világháború között megfogalmazott alapgondolataihoz. Ennek megfelelően hatással volt az újonnan függetlenné vált brit gyarmatok, főleg India ügyeire. A társaság a mai napig a Munkáspárthoz tartozó tizenöt szocialista társaság egyike. Ehhez hasonló társaságok léteznek még Ausztráliában (Australian Fabian Society), Kanadában (Douglas-Coldwell Foundation) és Új-Zélandon.

## Története
A társaságot 1884. január 4-én alapították Londonban. Céljuk a társadalom óvatos reformokkal, példamutatással történő átalakítása volt. A csoportot Frank Podmore ötlete alapján nevezték el Fabian Society-nek, emléket állítva ezzel Quintus Fabius Maximus római hadvezérnek, aki a nyílt összecsapásokat halogató taktikájának köszönhetően sikeresen szállt szembe a pun Hannibal seregével. Alapító tagjai között volt Frank Podmore, Edward R. Pease, William Clarke, Hubert Bland, Percival Chubb, Frederick Keddell, Henry Hyde Champion, Edith Nesbit, és Rosamund Dale Owen.
1886-ban elfogadott programjuk a magántulajdonnak a gazdaságból történő fokozatos kiszorítását tartalmazta, fő eszközeként a propagandamunkát jelölte meg. Befolyásuk gyorsan növekedett, amikor a társasághoz olyan neves személyek csatlakoztak, mint George Bernard Shaw, H. G. Wells, Annie Besant, Graham Wallace, Hubert Bland, Edith Nesbit, Sydney Olivier, Oliver Lodge, Leonard Woolf, Emmeline Pankhurst vagy Bertrand Russell.
Rendszeresen szerveztek előadásokat, népszerű füzeteket adtak ki. Fő szervezőjükké fokozatosan Sidney és Beatrice Webb vált, akik számos tanulmány szerzői voltak. 1896. évi programjukat G. B. Shaw fogalmazta meg, ebben az ipar társadalmasítását jelölték meg célul és ezt alkotmányos, parlamentáris eszközökkel kívánták elérni. Elutasították a forradalmi módszereket, a marxizmust, és azt vallották, hogy a középosztályt is megnyerhetik a reformoknak. Sztrájkok idején egyaránt hibáztatták a munkaadókat és a szakszervezeteket.
Felléptek a Brit Birodalom fenntartása, az imperialista külpolitika mellett azzal, hogy a gyarmatosítás civilizációs küldetést teljesít. A búr háborúk és az első világháború idején egyaránt nacionalista álláspontot vallottak.
A Bismarck-féle jóléti társadalom hívei, az individualizmus, a liberalizmus és a nemzetköziség ellenlábasai voltak. Törekedtek a nemzeti minimálbér meghatározására, hogy féken tarthassák a nagy gazdasági vállalatokat. Támogatták továbbá a földek államosítását abban a tudatban, hogy a földtulajdonosok által bérbe adott földekből származó jövedelem jogtalan. Ez az ideológia Henry George amerikai közgazdász nevéhez kötődik.
1900-ban a társaságnak 861 tagja volt. A társaság a 20. század folyamán végig nagy befolyással bírt a Munkáspárt tevékenységére, annak számos vezetője a soraikból került ki. A 2004-es évi jelentés szerint az egyéni tagok száma közel hatezerre (5810) nőtt, 86 057 fontnyi vagyonnal.

## Fordítás
Ez a szócikk részben vagy egészben  a   Fabian Society című 1107667790 Wikipédia-szócikk ezen változatának fordításán alapul.  Az eredeti cikk szerkesztőit annak laptörténete sorolja fel. Ez a jelzés csupán a megfogalmazás eredetét és a szerzői jogokat jelzi, nem szolgál a cikkben szereplő információk forrásmegjelöléseként.